# نادي القبيلة
نادي القبيلة نادي كرة قدم إماراتي من الأندية الخاصة. يقع مقره في دبي. تأسس النادي عام 2023 وينافس في دوري الدرجة الثالثة الإماراتي ، وهو بمثابة أكاديمية لاستكشاف اللاعبين والمواهب الشابة في جميع أنحاء مدينة دبي.